# Shimonoseki (stacja kolejowa)
Shimonoseki (jap: 下関駅, Shimonoseki-eki) – stacja kolejowa w Shimonoseki, w prefekturze Yamaguchi, w Japonii. Znajduje się na Głównej Linii San'yō i obsługiwana jest przez West Japan Railway Company. Kyushu Railway Company i Japan Freight Railway Company również korzystają z tej stacji. Granica między przewoźnikami JR West i JR Kyushu jest na zachodnim krańcu tej stacji, w których istnieje sygnał wejściowy z Moji.